# 民王
『民王』（たみおう）は、池井戸潤による長編小説。

## 概要
内閣総理大臣と大学生の息子の心と体が突然入れ替わり巻き起こる混乱を、社会や政治への皮肉や風刺を絡めて描いたポリティカルコメディー小説。
Webマガジン『ポプラビーチ』（ポプラ社）にて2009年8月から2010年1月まで連載され、同年5月25日に同社より単行本が刊行された。2013年6月7日には文藝春秋より文春文庫版、2019年10月24日にはKADOKAWAより角川文庫版が刊行された。
2015年7月期と2024年10月期に、テレビ朝日系でテレビドラマ化された（後述を参照）。
2021年9月28日には続編となる『民王 シベリアの陰謀』（たみおう シベリアのいんぼう）がKADOKAWAより刊行された

## 制作背景
池井戸は以下の『私が『民王』を書いたわけ』と題した本作執筆の経緯を文春文庫版に寄せている。

## あらすじ
ひょんなことから、内閣総理大臣の武藤泰山と、息子で大学生の翔の人格がある日突然入れ替わってしまう。混乱を避けるため、周囲には秘密のまま互いの仕事や生活を入れ替わった状態で過ごすことになるが、翔は政治に全く興味がなく、ろくに漢字も読めないため国会答弁も苦労する始末。一方の泰山も、就職活動で面接官を偉そうに論破しては不採用になるなど、苦闘することになる。

## 登場人物

### 主要人物
武藤 泰山（むとう たいざん）
民政党総裁で、内閣総理大臣。四国の財閥出身の二世議員で、親しい人には泰さんと呼ばれる。
前任の首相2人が途中で辞任したため首相になるが、周囲からは解散までのつなぎと見なされている。
派閥抗争などに明け暮れ、政治家の理想をすっかり忘れてしまい、党内や家族からの信頼も薄い。
顔立ちに自信を持つが、周囲からは「ひょっとこ顔」と言われている。
とある事情で息子の翔と人格が入れ替わり、代わりに就活するが、傲慢な物言いが嫌われ不採用が続く。
武藤 翔（むとう しょう）
泰山の息子。24歳。遊び好きで2年留年している京成大学生。就活中だが、まだ内定はない。
ヤンキーっぽいやや粗暴な性格で勉強が苦手だが、純粋さと正義感はある。政治に疎い。
とある事情で父親と人格が入れ替わり、首相として振舞うが、未曾有をミゾーユーと読むなどして批判される。

### 武藤親子の周辺人物
貝原 茂平（かいばら もへい）
泰山の公設第一秘書。古風な名前だが30代。政治家志望。秘書として優秀だが一言多い毒舌家。
狩屋 孝司（かりや こうじ）
内閣官房長官。泰山からカリヤンと呼ばれる彼の盟友で、側近中の側近。
女性関係にだらしなく、愛人に「女性器にバナナを入れられた」と暴露され、「変態バナナ官房長官」と呼ばれる。
武藤 綾（むとう あや）
泰山の妻で、翔の母。政治家としての理想に燃える若き日の泰山に惚れて結婚するが、変質したため今では若気の至りと悔いている。
過去の女性スキャンダルの口止め料に1億円を払わなければ離婚すると泰山を脅す。
新田 理
公安刑事。警視。30そこそこのキャリア組。全身黒ずくめでヤクザのような風貌でエナメル靴だが、チェロ演奏が趣味。
武藤親子の入れ替わりを仕掛けた黒幕捜しを命じられる。腕っぷしが強く諜報能力に秀でる。
城山 和彦
泰山が属する民政党・城山派の領袖で、大物の道路族。総裁選で竹田派の票が泰山に投じられるよう働きかける。
つなぎである泰山に対し早期の衆議院解散を迫る。
蔵本 志郎
憲民党 党首。泰山のライバル。元警察官僚で元民政党員。バツイチ。
泰山、洋輔と同様、とある事情で娘のエリカと人格が入れ替わり、泰山（外見が翔）を娘のマンションに誘い、そのことを明かす。
小中 寿太郎
著名な政治評論家。官僚出身。京成大学で現代政治学の教壇に立つ。
咥えパイプがトレードマーク。テレビ番組や大学の講義で、泰山を関西弁でこき下ろす。

### 翔の周辺人物
翔の通う京成大学の学友や交友関係。
南 真衣
翔の同級生。学生起業家でアメリカの医薬品などの輸入代行サービスを行う学生ベンチャーを立ち上げている。
買収した六本木のクラブ「アルテミス」の売上を3倍にするなど、商才に長ける。
村野 エリカ
蔵本志郎の娘。政治家志望の優等生で美女。パリの投資銀行ソシエテフランセに内定済み。両親の離婚で母親の旧姓を名乗る。
首相の息子ながら政治に疎い同級生の翔を馬鹿にしており、弁論部仕込みの毒舌で翔を論破してやり込める。
翔や航と同様、父親の志郎と入れ替わり党首として振る舞う。
鶴田 航
鶴田洋輔の息子。翔と同じくバカ学生扱いされている。
フォーシーズンズという京成大学の学生サークルで、春秋はテニスにゴルフ、夏はスキューバ、冬はスキーに明け暮れる。
翔と同様、父親の洋輔と入れ替わり経産大臣として振る舞うが、しどろもどろの記者会見を泥酔状態と誤認され、顰蹙を買う。
マキハラ / 牧原 寛（まきはら ひろし）
翔の親友。橋田に襲われた翔に加勢する。合気道二段。
橋田
演歌歌手の橋田洋一郎の息子。狐顔。翔に付き合っていた女性を取られ、根に持っている。エリカに入れ込んでいる。
井村、桂川、竹本 三郎
フォーシーズンズのメンバー。橋田に味方して翔（人格は泰山）を襲おうとしたため新田に制圧される。
詩穂
京成大学3年生。牧原が主催した合コンの参加者。翔（人格は泰山）に「マイ・ウェイ」の歌唱をねだる。

### 武藤内閣
民政党と民連党との連立内閣。
鶴田 洋輔
経済産業大臣。泰山の盟友。鶴さん。別名「居眠りの鶴田」。民政党員。
泰山と同様、とある事情で息子の航と人格が入れ替わる。
真田 武彦
防衛大臣。40歳。頑強な体に明晰な頭脳を併せ持つ逸材。民政党員。
泰山と翔、洋輔と航の人格入れ替わりの原因を調査するため、防衛省や警視庁に手を回す。
江見 芳信
国土交通大臣。民連党の議員。
組閣早々、講演会で「日教連が強い県は学力レベルが低い」と失言するも撤回を拒み、就任5日で更迭される。
青木
厚生労働大臣。巨体。
田部井 道孝
官房副長官。若く経験が乏しいうえに、機転の利かない男。派閥の力関係から登用されている。

### 民政党
政権与党だが、参議院の第一党が野党第一党の憲民党でねじれ国会状態。
竹田 康造
泰山がかつて属していた竹田派の領袖。首相経験者の二世議員。民政党の御意見番と言えば聞こえがいいが、老害と陰口を叩かれている。
茂木 正一
茂木派の領袖。田辺首相の辞任を受け、総裁選に立候補する。
松田 憲政
林田派。田辺首相の辞任を受け、総裁選に立候補する。
田辺 靖
前総裁で先代の首相。任期半ばに政権を放棄すると泰山に相談する。
安西 滋
元総裁で田辺の前任首相。臨時国会で所信表明演説を行うが辞任し、憲民党が参議院の第一党となる原因となる。
河田 秀平
衆議院議長。
甲村 健太郎
幹事長。茂木派。

### 憲民党
野党第一党。民政党から分裂して旗上げされた政党。
浜畑 健三郎
イケメン若手議員。蔵本と並ぶ憲民党の顔。摘発された六本木の高級売春クラブの顧客名簿に名を連ねていた。
真鍋 義人（まなべ よしと）
蔵本の私設秘書。蔵本の遠縁。関東大学空手部出身。がっしりした屈強な男。
教師になる予定が留年してご破算となり、蔵本に拾われている。

### 共和党
野党第二党。民政党と憲民党の議員スキャンダルで支持率を伸ばし勢いをつける。
冬島 一光（ふゆじま いっこう）
党首。銀縁眼鏡に眼光鋭い武闘派で鳴らした男。禿頭。屈強なボディーガードを引き連れている。

### 自由国民党
村上 明弘
党首。

### アメリカ政府
カーティス
大統領。歯医者嫌い。
ガードナー
財務長官。
ロバート・アレン
CIAの元情報分析局部長。先端技術開発に関わっていた現役幹部。

### メディシス
ニューヨークに本部を置く新興の製薬会社。社名の由来は丸薬から巨万の富を築いたメディチ家。
橋口 政弘
代々木の高級マンションを借りるメディシスの関係者。37歳。

### 聖マリア病院
末期がんの患者が残された人生を最後まで明るく生きようとするホスピス。
シスター水野
院長。60過ぎの小柄な女性。眼鏡の奥から慈悲にあふれた優しいまなざしを送る。
ジロー、ゴン
ホスピスの飼い犬。シュナウザー犬。

### その他
丸山 浩一
武藤家かかりつけの丸山歯科の院長。51歳。東京歯科大学卒。ノンポリの無宗教。
不動産投資の失敗で多額の借金を抱え、闇金に手を出していた。
堂島
市ヶ谷（防衛省）の研究員。人格が入れ替わった武藤親子をMRIで検査する。
小峰 義朗
警視総監。年の離れた従弟の真田からの要請で公安の新田を派遣する。
荒木
クラブ「アルテミス」の黒服。
石川 真二郎
東京都知事。銀行の貸し渋り批判に反応し東京首都銀行を設立するが、巨額の赤字を出し問題となる。
村井 美雪
女性芸能レポーター。狩屋の女性スキャンダルで泰山に任命責任を問うため官邸に押しかける。

## 書籍情報
- 池井戸潤『民王』
  - 単行本：ポプラ社、2010年5月25日[1]、ISBN 978-4-591-11662-3
  - 文庫：文春文庫、2013年6月7日[2]、ISBN 978-4-16-772806-9
  - 文庫：角川文庫、2019年10月24日[3]、ISBN 978-4-04-108557-8

オーディオブック化されていて、金田明夫の朗読により、2019年にAudibleからデータ配信された。

## テレビドラマ
2015年7月24日から9月18日までテレビ朝日系「金曜ナイトドラマ」枠で本作を原作としたテレビドラマが放送された。
2024年10月22日から12月10日までテレビ朝日系「火曜9時枠の連続ドラマ」枠にて、「民王R」（たみおうあーる）のタイトルで、本作に「Inspire（インスパイア）」された上記のテレビドラマの続編が制作された。